# Antonio Terzi
Antonio Giovanni Battista Terzi (Bergamo, 27 novembre 1925 – Milano, 8 settembre 2001) è stato un giornalista e scrittore italiano, è il padre del giornalista Giovanni Terzi.

## Biografia
Bergamasco di nascita e milanese d'adozione, laureato in filosofia, scrisse i suoi primi articoli su Il Mondo di Mario Pannunzio. Fu direttore dei settimanali Abc dei ragazzi, dal 1964 al 1965, Gente e La Domenica del Corriere (1981-1984) e anche vicedirettore del Corriere della Sera. Pubblicò cinque romanzi.

## Vita privata
Era padre del giornalista Giovanni Terzi.

## Opere
- La sedia scomoda (1953, Einaudi) IT\ICCU\RML\0069061
- Morte di un cattolico (1960, Rizzoli) IT\ICCU\IEI\0047632
- La fuga delle api (1981, Bompiani) IT\ICCU\SBL\0308754
- L'assoluto sentimentale (1989, Rizzoli) ISBN 88-17-66737-4
- La moglie estatica (1996, Camunia) ISBN 88-7767-200-5

## Premi e riconoscimenti
- La sedia scomoda ha vinto il Premio Bagutta opera prima[2]
- La fuga delle api il Premio Selezione Campiello 1982[3] e il Premio Grinzane Cavour[4];
- L'assoluto sentimentale ha ricevuto il Premio Montefeltro ed è stato finalista al Premio Bergamo[5].